# Llista de topònims de Sils
Llista de topònims (noms propis de lloc) del municipi de Sils, a la Selva
Informació actualitzada per un bot. Els canvis manuals es perdran quan s'actualitzi!

## curs d'aigua
| imatge | Nom                   | Ubicat a                                                                                             | instància de | Detalls                                         | coordenades | Protecció | Commons (més fotos)   | Dades a WD                    |
| ------ | --------------------- | --- | ------------ | ----------------------------------------------- | --- | --------- | --------------------- | ----------------------------- |
|        | la Torderola          | Maçanet de la Selva Sils                                                                             | curs d'aigua | Desemboca: Séquia de Sils                       | 41° 44′ 39″ N, 2° 46′ 49″ E / 41.744175°N,2.780266666666667°E 41° 47′ 49″ N, 2° 43′ 46″ E / 41.796911111111115°N,2.7294305555555556°E |           |                       | Modifica les dades a Wikidata |
|        | riera de Santa Coloma | Sant Hilari Sacalm Santa Coloma de Farners Riudarenes Maçanes Maçanet de la Selva Fogars de la Selva | curs d'aigua | Desemboca: la Tordera Llarg: 33km Conca: 324km² | 41° 53′ 59″ N, 2° 31′ 29″ E / 41.899769°N,2.524652°E 41° 44′ 23″ N, 2° 40′ 37″ E / 41.739606°N,2.677066°E                             |           | Riera de Santa Coloma | Modifica les dades a Wikidata |

## entitat singular de població
| imatge | Nom              | Ubicat a | instància de                                                                   | Detalls  | coordenades                                                                  | Protecció | Commons (més fotos) | Dades a WD                    |
| ------ | ---------------- | -------- | ------------------------------------------------------------------------------ | -------- | ---------------------------------------------------------------------------- | --------- | ------------------- | ----------------------------- |
|        | King Parc        | Sils     | entitat singular de població urbanització                                      | 481 hab  | 41° 48′ 31″ N, 2° 46′ 33″ E / 41.8086637112908°N,2.77589914166784°E 116 msnm |           |                     | Modifica les dades a Wikidata |
|        | Massabè          | Sils     | entitat singular de població                                                   | 62 hab   | 41° 48′ 00″ N, 2° 43′ 19″ E / 41.799914531293°N,2.7220269482448°E 71 msnm    |           |                     | Modifica les dades a Wikidata |
|        | Sils             | Sils     | entitat singular de població ens local històric de Catalunya capital municipal | 2992 hab | 41° 48′ 30″ N, 2° 44′ 42″ E / 41.80842°N,2.74507°E 73 msnm                   |           |                     | Modifica les dades a Wikidata |
|        | Vallcanera       | Sils     | entitat singular de població ens local històric de Catalunya                   | 80 hab   | 41° 50′ 28″ N, 2° 44′ 12″ E / 41.84098333°N,2.73671111°E 88 msnm             |           | Vallcanera          | Modifica les dades a Wikidata |
|        | Vallcanera Parc  | Sils     | entitat singular de població                                                   | 1388 hab | 41° 51′ 20″ N, 2° 44′ 01″ E / 41.8556°N,2.73353°E 107 msnm                   |           |                     | Modifica les dades a Wikidata |
|        | la Barceloneta   | Sils     | entitat singular de població                                                   | 45 hab   | 41° 49′ 25″ N, 2° 45′ 10″ E / 41.823744°N,2.752805°E 81 msnm                 |           |                     | Modifica les dades a Wikidata |
|        | la Granota       | Sils     | entitat singular de població                                                   | 68 hab   | 41° 48′ 42″ N, 2° 45′ 55″ E / 41.811720067083°N,2.7653169295114°E 79 msnm    |           |                     | Modifica les dades a Wikidata |
|        | les Comes        | Sils     | entitat singular de població                                                   | 594 hab  | 41° 51′ 11″ N, 2° 44′ 18″ E / 41.8529341693595°N,2.73824232602049°E 113 msnm |           |                     | Modifica les dades a Wikidata |
|        | les Mallorquines | Sils     | entitat singular de població                                                   | 268 hab  | 41° 49′ 07″ N, 2° 44′ 01″ E / 41.818592°N,2.733633°E 95 msnm                 |           |                     | Modifica les dades a Wikidata |
|        | les Mallorquines | Sils     | entitat singular de població urbanització                                      | 728 hab  | 41° 48′ 53″ N, 2° 43′ 52″ E / 41.81472154°N,2.73120384°E 94 msnm             |           |                     | Modifica les dades a Wikidata |

## església
| imatge | Nom                         | Ubicat a | instància de              | Detalls                     | coordenades                                                                                  | Protecció                                  | Commons (més fotos)         | Dades a WD                    |
| ------ | --------------------------- | -------- | ------------------------- | --------------------------- | -------------------------------------------------------------------------------------------- | ------------------------------------------ | --------------------------- | ----------------------------- |
|        | Santa Eulàlia de Vallcanera | Sils     | església                  |                             | 41° 50′ 26″ N, 2° 44′ 17″ E / 41.84049°N,2.73806°E ca:Vallcanera                             | bé integrant del patrimoni cultural català | Santa Eulàlia de Vallcanera | Modifica les dades a Wikidata |
|        | Santa Maria de Sils         | Sils     | església edifici religiós | Estil: arquitectura barroca | 41° 48′ 21″ N, 2° 44′ 34″ E / 41.80584°N,2.7429°E ca:Carrer de l'Estany - Plaça de Sant Marc | bé integrant del patrimoni cultural català | Santa Maria de Sils         | Modifica les dades a Wikidata |

## masia
| imatge | Nom                         | Ubicat a        | instància de  | Detalls                                                                    | coordenades                                                                                        | Protecció                                  | Commons (més fotos)       | Dades a WD                    |
| ------ | --------------------------- | --------------- | ------------- | -------------------------------------------------------------------------- | -------------------------------------------------------------------------------------------------- | ------------------------------------------ | ------------------------- | ----------------------------- |
|        | Ca l'Aliu                   | Sils            | masia         |                                                                            | 41° 48′ 20″ N, 2° 43′ 40″ E / 41.8056325880289°N,2.72781730431975°E                                |                                            |                           | Modifica les dades a Wikidata |
|        | Ca l'Amargant               | Sils            | masia         |                                                                            | 41° 48′ 16″ N, 2° 43′ 37″ E / 41.804429475789°N,2.7268225554318°E                                  |                                            |                           | Modifica les dades a Wikidata |
|        | Ca l'Argila                 | Sils            | masia         |                                                                            | 41° 49′ 12″ N, 2° 45′ 05″ E / 41.8200702862634°N,2.75146460916646°E                                |                                            |                           | Modifica les dades a Wikidata |
|        | Ca l'Esclopeter             | Sils            | masia         |                                                                            | 41° 49′ 32″ N, 2° 45′ 20″ E / 41.8256184974475°N,2.75563373104839°E                                |                                            |                           | Modifica les dades a Wikidata |
|        | Ca n'Avellana de Sils       | Sils            | masia         |                                                                            | 41° 47′ 51″ N, 2° 45′ 25″ E / 41.7975463945862°N,2.75684777157987°E                                |                                            |                           | Modifica les dades a Wikidata |
|        | Cal Magre                   | Sils            | masia         |                                                                            | 41° 49′ 27″ N, 2° 45′ 26″ E / 41.824090879437°N,2.7573133228281°E                                  |                                            |                           | Modifica les dades a Wikidata |
|        | Cal Mestre Menut            | Sils            | masia         |                                                                            | 41° 47′ 59″ N, 2° 45′ 20″ E / 41.7997413200193°N,2.75553947350698°E                                |                                            |                           | Modifica les dades a Wikidata |
|        | Cal Moliner                 | Sils            | masia         |                                                                            | 41° 49′ 21″ N, 2° 44′ 49″ E / 41.8226003364522°N,2.74692728733142°E                                |                                            |                           | Modifica les dades a Wikidata |
|        | Cal Moro                    | Sils            | masia         |                                                                            | 41° 49′ 21″ N, 2° 45′ 26″ E / 41.8223885310702°N,2.75729566844041°E                                |                                            |                           | Modifica les dades a Wikidata |
|        | Cal Salmaire                | Sils            | masia         |                                                                            | 41° 50′ 38″ N, 2° 45′ 06″ E / 41.8437590244105°N,2.75171022514089°E                                |                                            |                           | Modifica les dades a Wikidata |
|        | Cal Sord                    | Sils            | masia         |                                                                            | 41° 49′ 20″ N, 2° 44′ 51″ E / 41.8221780212212°N,2.74738651758049°E                                |                                            |                           | Modifica les dades a Wikidata |
|        | Can Balliu                  | Sils            | masia         |                                                                            | 41° 49′ 30″ N, 2° 45′ 23″ E / 41.8248902465363°N,2.75625062972678°E                                |                                            |                           | Modifica les dades a Wikidata |
|        | Can Bardolet                | Sils            | masia         |                                                                            | 41° 49′ 42″ N, 2° 45′ 25″ E / 41.8284131790738°N,2.75682734483326°E                                |                                            |                           | Modifica les dades a Wikidata |
|        | Can Becaina                 | Sils            | masia         |                                                                            | 41° 50′ 12″ N, 2° 43′ 17″ E / 41.8366097809632°N,2.72127871134114°E                                |                                            |                           | Modifica les dades a Wikidata |
|        | Can Belladona               | Sils            | masia         |                                                                            | 41° 50′ 10″ N, 2° 44′ 58″ E / 41.83600531133°N,2.7495713892892°E                                   |                                            |                           | Modifica les dades a Wikidata |
|        | Can Benet                   | Sils            | masia         |                                                                            | 41° 48′ 29″ N, 2° 43′ 35″ E / 41.8079711715569°N,2.72645908451193°E                                |                                            |                           | Modifica les dades a Wikidata |
|        | Can Boada                   | Sils            | masia         |                                                                            | 41° 50′ 31″ N, 2° 44′ 17″ E / 41.841954259366°N,2.73802209105734°E                                 |                                            |                           | Modifica les dades a Wikidata |
|        | Can Botarra                 | Sils            | masia         |                                                                            | 41° 48′ 15″ N, 2° 46′ 29″ E / 41.8041216886056°N,2.77461487974255°E                                |                                            |                           | Modifica les dades a Wikidata |
|        | Can Bruguers                | Sils            | masia         |                                                                            | 41° 49′ 21″ N, 2° 45′ 19″ E / 41.8225373044833°N,2.75524808322605°E                                |                                            |                           | Modifica les dades a Wikidata |
|        | Can Brugués                 | Sils            | masia         | Estil: arquitectura popular                                                | 41° 49′ 15″ N, 2° 44′ 14″ E / 41.82079°N,2.73719°E ca:Carrer Mallorquines, 108                     | bé integrant del patrimoni cultural català |                           | Modifica les dades a Wikidata |
|        | Can Brun                    | Sils            | masia         | Estil: arquitectura popular                                                | 41° 48′ 12″ N, 2° 43′ 11″ E / 41.80338°N,2.71963°E                                                 | bé integrant del patrimoni cultural català |                           | Modifica les dades a Wikidata |
|        | Can Busquets                | Sils            | masia capella | Estil: arquitectura eclèctica arquitectura popular arquitectura modernista | 41° 51′ 28″ N, 2° 42′ 48″ E / 41.85777777777778°N,2.713333333333334°E                              | bé integrant del patrimoni cultural català | Can Busquets (Vallcanera) | Modifica les dades a Wikidata |
|        | Can Butinya                 | Sils            | masia         |                                                                            | 41° 47′ 54″ N, 2° 45′ 42″ E / 41.7982680298814°N,2.76165975188152°E                                |                                            |                           | Modifica les dades a Wikidata |
|        | Can Cantone                 | Sils            | masia         |                                                                            | 41° 48′ 13″ N, 2° 45′ 24″ E / 41.8036256444426°N,2.75663218447646°E                                |                                            |                           | Modifica les dades a Wikidata |
|        | Can Carbonell               | Sils            | masia         | Estil: arquitectura popular                                                | 41° 50′ 31″ N, 2° 44′ 29″ E / 41.841944444444°N,2.7413888888889°E ca:Vallcanera                    | bé integrant del patrimoni cultural català |                           | Modifica les dades a Wikidata |
|        | Can Carbó                   | Sils            | masia         |                                                                            | 41° 49′ 54″ N, 2° 45′ 25″ E / 41.8316921326456°N,2.75703170956058°E                                |                                            |                           | Modifica les dades a Wikidata |
|        | Can Carlos                  | Sils            | masia         |                                                                            | 41° 48′ 47″ N, 2° 44′ 19″ E / 41.8129533425154°N,2.73863391822838°E                                |                                            |                           | Modifica les dades a Wikidata |
|        | Can Cavaller                | Sils            | masia         |                                                                            | 41° 49′ 05″ N, 2° 44′ 59″ E / 41.8179856994609°N,2.7496304786821°E ca:Veïnat de la Barceloneta, 35 |                                            |                           | Modifica les dades a Wikidata |
|        | Can Cerç                    | Sils            | masia         |                                                                            | 41° 48′ 09″ N, 2° 46′ 38″ E / 41.802469489315°N,2.77722078226544°E                                 |                                            |                           | Modifica les dades a Wikidata |
|        | Can Cisó                    | Sils            | masia         |                                                                            | 41° 47′ 57″ N, 2° 45′ 51″ E / 41.7990388828804°N,2.7642087215857°E                                 |                                            |                           | Modifica les dades a Wikidata |
|        | Can Cogullada               | Sils            | masia         |                                                                            | 41° 49′ 43″ N, 2° 45′ 01″ E / 41.8284892184877°N,2.75028801804085°E                                |                                            |                           | Modifica les dades a Wikidata |
|        | Can Comte                   | Sils            | masia         | Estil: arquitectura popular Estat: enderrocat o destruït                   | | bé integrant del patrimoni cultural català |                           | Modifica les dades a Wikidata |
|        | Can Dieta                   | Sils            | masia         |                                                                            | 41° 48′ 23″ N, 2° 43′ 20″ E / 41.8064385807682°N,2.72211977902227°E                                |                                            |                           | Modifica les dades a Wikidata |
|        | Can Domènec                 | Sils            | masia         |                                                                            | 41° 48′ 11″ N, 2° 46′ 11″ E / 41.8030579708967°N,2.76962297531049°E                                |                                            |                           | Modifica les dades a Wikidata |
|        | Can Donzella                | Sils            | masia         |                                                                            | 41° 48′ 29″ N, 2° 43′ 42″ E / 41.8080114562462°N,2.72825266313133°E                                |                                            |                           | Modifica les dades a Wikidata |
|        | Can Falà                    | Sils            | masia         |                                                                            | 41° 49′ 39″ N, 2° 44′ 58″ E / 41.8273707695183°N,2.74955778900872°E                                |                                            |                           | Modifica les dades a Wikidata |
|        | Can Ferrer                  | Sils            | masia         |                                                                            | 41° 49′ 03″ N, 2° 43′ 55″ E / 41.8174232209627°N,2.73187314662113°E                                |                                            |                           | Modifica les dades a Wikidata |
|        | Can Fontgrau                | Sils            | masia         |                                                                            | 41° 47′ 50″ N, 2° 45′ 33″ E / 41.7972090255386°N,2.75917210518703°E                                |                                            |                           | Modifica les dades a Wikidata |
|        | Can Freixa                  | Sils            | masia         |                                                                            | 41° 48′ 24″ N, 2° 43′ 18″ E / 41.8066626157806°N,2.72164931576651°E                                |                                            |                           | Modifica les dades a Wikidata |
|        | Can Gai                     | Sils            | masia         |                                                                            | 41° 49′ 00″ N, 2° 45′ 05″ E / 41.8167193663105°N,2.75130900190734°E                                |                                            |                           | Modifica les dades a Wikidata |
|        | Can Gelabert                | Sils            | masia         |                                                                            | 41° 49′ 42″ N, 2° 45′ 12″ E / 41.828342788311°N,2.75338348428313°E                                 |                                            |                           | Modifica les dades a Wikidata |
|        | Can Gener                   | Sils            | masia         |                                                                            | 41° 51′ 01″ N, 2° 42′ 13″ E / 41.8503641741568°N,2.70363108333017°E                                |                                            |                           | Modifica les dades a Wikidata |
|        | Can Gimferrer de Vallcanera | Sils            | masia         |                                                                            | 41° 50′ 59″ N, 2° 45′ 29″ E / 41.8495998620827°N,2.75797585498917°E                                |                                            |                           | Modifica les dades a Wikidata |
|        | Can Gorg                    | Sils            | masia         | Estil: arquitectura popular                                                | 41° 48′ 36″ N, 2° 43′ 29″ E / 41.80995°N,2.72483°E                                                 | bé integrant del patrimoni cultural català | Can Gorg (Sils)           | Modifica les dades a Wikidata |
|        | Can Gori                    | Sils            | masia         |                                                                            | 41° 50′ 46″ N, 2° 43′ 40″ E / 41.8461549602234°N,2.72789857942598°E                                |                                            |                           | Modifica les dades a Wikidata |
|        | Can Gorners                 | Sils            | masia         |                                                                            | 41° 50′ 29″ N, 2° 43′ 36″ E / 41.8413421765708°N,2.72659403784366°E                                |                                            |                           | Modifica les dades a Wikidata |
|        | Can Grau                    | Sils            | masia         |                                                                            | 41° 48′ 20″ N, 2° 43′ 34″ E / 41.8055833185637°N,2.72603586873607°E                                |                                            |                           | Modifica les dades a Wikidata |
|        | Can Grill                   | Sils            | masia         |                                                                            | 41° 48′ 59″ N, 2° 44′ 13″ E / 41.8164261172206°N,2.73692213552971°E                                |                                            |                           | Modifica les dades a Wikidata |
|        | Can Joanes                  | Sils            | masia         |                                                                            | 41° 47′ 48″ N, 2° 45′ 25″ E / 41.7966546854336°N,2.75683910564158°E                                |                                            |                           | Modifica les dades a Wikidata |
|        | Can Madreny                 | Sils            | masia         |                                                                            | 41° 48′ 34″ N, 2° 44′ 21″ E / 41.8093879348078°N,2.73922627612349°E                                |                                            |                           | Modifica les dades a Wikidata |
|        | Can Madreny Vell            | Sils            | masia         |                                                                            | 41° 48′ 36″ N, 2° 44′ 18″ E / 41.81000765744°N,2.73845326896052°E                                  |                                            |                           | Modifica les dades a Wikidata |
|        | Can Maimí                   | Sils            | masia         |                                                                            | 41° 50′ 25″ N, 2° 43′ 51″ E / 41.8402800682764°N,2.73070578011915°E                                |                                            |                           | Modifica les dades a Wikidata |
|        | Can Mainegre                | Sils            | masia         |                                                                            | 41° 48′ 26″ N, 2° 43′ 29″ E / 41.80708432882°N,2.7247172865547°E                                   |                                            |                           | Modifica les dades a Wikidata |
|        | Can Malavila                | Sils            | masia         |                                                                            | 41° 50′ 07″ N, 2° 44′ 49″ E / 41.835291145815°N,2.74694956165908°E                                 |                                            |                           | Modifica les dades a Wikidata |
|        | Can Marcó                   | Sils            | masia         |                                                                            | 41° 50′ 47″ N, 2° 43′ 50″ E / 41.8464766154685°N,2.73061956710566°E                                |                                            |                           | Modifica les dades a Wikidata |
|        | Can Marromeu de Baix        | Sils            | masia         |                                                                            | 41° 50′ 16″ N, 2° 44′ 11″ E / 41.8379066961174°N,2.73650898678743°E                                |                                            |                           | Modifica les dades a Wikidata |
|        | Can Marromeu de Dalt        | Sils            | masia         |                                                                            | 41° 50′ 17″ N, 2° 44′ 15″ E / 41.838016956781°N,2.73746002736677°E                                 |                                            |                           | Modifica les dades a Wikidata |
|        | Can Massa                   | Sils            | masia         |                                                                            | 41° 48′ 19″ N, 2° 45′ 48″ E / 41.8052426579441°N,2.76322293074048°E                                |                                            |                           | Modifica les dades a Wikidata |
|        | Can Massabé                 | Sils            | masia         | Estil: arquitectura popular                                                | 41° 48′ 05″ N, 2° 42′ 58″ E / 41.80129°N,2.7161°E                                                  | bé integrant del patrimoni cultural català |                           | Modifica les dades a Wikidata |
|        | Can Masó                    | Sils            | masia         |                                                                            | 41° 50′ 05″ N, 2° 43′ 43″ E / 41.8345919729742°N,2.72869426142211°E                                |                                            |                           | Modifica les dades a Wikidata |
|        | Can Mateu                   | Sils            | masia         |                                                                            | 41° 49′ 39″ N, 2° 45′ 11″ E / 41.827531576392°N,2.75310962587331°E                                 |                                            |                           | Modifica les dades a Wikidata |
|        | Can Maurici                 | Sils            | masia         |                                                                            | 41° 49′ 02″ N, 2° 44′ 03″ E / 41.8172663308394°N,2.73412534165893°E                                |                                            |                           | Modifica les dades a Wikidata |
|        | Can Meliton                 | Sils            | masia         |                                                                            | 41° 50′ 23″ N, 2° 44′ 18″ E / 41.8398293078576°N,2.73831982750026°E                                |                                            |                           | Modifica les dades a Wikidata |
|        | Can Micos                   | Sils            | masia         |                                                                            | 41° 50′ 08″ N, 2° 43′ 29″ E / 41.8354924658096°N,2.72482441822288°E                                |                                            |                           | Modifica les dades a Wikidata |
|        | Can Mollera                 | Sils            | masia         | Estil: arquitectura popular                                                | 41° 49′ 50″ N, 2° 44′ 04″ E / 41.83044°N,2.73451°E                                                 | bé integrant del patrimoni cultural català |                           | Modifica les dades a Wikidata |
|        | Can Morat                   | Sils            | masia         |                                                                            | 41° 49′ 43″ N, 2° 44′ 18″ E / 41.8286969701135°N,2.73841333808887°E                                |                                            |                           | Modifica les dades a Wikidata |
|        | Can Mònica                  | Sils            | masia         | Estil: arquitectura popular                                                | 41° 49′ 00″ N, 2° 45′ 16″ E / 41.81678°N,2.75434°E ca:Veïnat de la Barceloneta                     | bé integrant del patrimoni cultural català |                           | Modifica les dades a Wikidata |
|        | Can Móra                    | Sils            | masia         |                                                                            | 41° 49′ 51″ N, 2° 45′ 16″ E / 41.8309121919232°N,2.75451769629469°E                                |                                            |                           | Modifica les dades a Wikidata |
|        | Can Nara                    | Sils            | masia         |                                                                            | 41° 50′ 26″ N, 2° 44′ 47″ E / 41.8406491765687°N,2.74645870961929°E                                |                                            |                           | Modifica les dades a Wikidata |
|        | Can Palou                   | Sils            | masia         |                                                                            | 41° 51′ 57″ N, 2° 43′ 47″ E / 41.8657314152257°N,2.72980374135703°E                                |                                            |                           | Modifica les dades a Wikidata |
|        | Can Pedrer                  | Sils            | masia         |                                                                            | 41° 48′ 11″ N, 2° 46′ 24″ E / 41.8030922482106°N,2.77327026782826°E                                |                                            |                           | Modifica les dades a Wikidata |
|        | Can Pedrosa                 | Sils            | masia         |                                                                            | 41° 49′ 08″ N, 2° 45′ 52″ E / 41.8187646682718°N,2.76447351356243°E                                |                                            |                           | Modifica les dades a Wikidata |
|        | Can Pelegró                 | Sils            | masia         |                                                                            | 41° 50′ 19″ N, 2° 43′ 16″ E / 41.8386091773219°N,2.72122185851466°E                                |                                            |                           | Modifica les dades a Wikidata |
|        | Can Pericai                 | Sils            | masia         |                                                                            | 41° 48′ 17″ N, 2° 46′ 39″ E / 41.8046314507944°N,2.77736978671267°E                                |                                            |                           | Modifica les dades a Wikidata |
|        | Can Pestells                | Sils            | masia         |                                                                            | 41° 49′ 35″ N, 2° 45′ 08″ E / 41.8262777306223°N,2.75223537606432°E                                |                                            |                           | Modifica les dades a Wikidata |
|        | Can Pla                     | Sils            | masia         |                                                                            | 41° 50′ 42″ N, 2° 42′ 43″ E / 41.8450801989635°N,2.71191870678268°E                                |                                            |                           | Modifica les dades a Wikidata |
|        | Can Poll                    | Sils            | masia         | Estil: arquitectura popular                                                | 41° 48′ 22″ N, 2° 44′ 35″ E / 41.806°N,2.74314°E ca:Plaça Sant Marc - Carrer de l'Estany, 36       | bé integrant del patrimoni cultural català | Can Poll (Sils)           | Modifica les dades a Wikidata |
|        | Can Querós                  | Sils            | masia         | Estil: arquitectura popular                                                | 41° 49′ 34″ N, 2° 44′ 20″ E / 41.82603°N,2.73893°E                                                 | bé integrant del patrimoni cultural català |                           | Modifica les dades a Wikidata |
|        | Can Rabassa                 | Sils            | masia         |                                                                            | 41° 48′ 03″ N, 2° 43′ 29″ E / 41.8008696447417°N,2.72476796112675°E                                |                                            |                           | Modifica les dades a Wikidata |
|        | Can Rebrull                 | Sils            | masia         |                                                                            | 41° 50′ 23″ N, 2° 44′ 37″ E / 41.8396250952248°N,2.74362024626249°E                                |                                            |                           | Modifica les dades a Wikidata |
|        | Can Regaix                  | Sils            | masia         |                                                                            | 41° 49′ 17″ N, 2° 45′ 09″ E / 41.8214053824638°N,2.75242273471504°E                                |                                            |                           | Modifica les dades a Wikidata |
|        | Can Requesens               | Sils            | masia         |                                                                            | 41° 50′ 52″ N, 2° 42′ 37″ E / 41.8477603158563°N,2.71035274432135°E                                |                                            |                           | Modifica les dades a Wikidata |
|        | Can Riera                   | Sils            | masia         |                                                                            | 41° 50′ 05″ N, 2° 44′ 45″ E / 41.8348205037319°N,2.74591566461425°E                                |                                            |                           | Modifica les dades a Wikidata |
|        | Can Roqueta                 | Sils            | masia         |                                                                            | 41° 49′ 17″ N, 2° 45′ 25″ E / 41.8214057639217°N,2.75681773546367°E                                |                                            |                           | Modifica les dades a Wikidata |
|        | Can Rossell                 | Sils            | masia         |                                                                            | 41° 49′ 26″ N, 2° 44′ 05″ E / 41.8239510580807°N,2.73480814162338°E                                |                                            |                           | Modifica les dades a Wikidata |
|        | Can Rosset                  | Sils            | masia         |                                                                            | 41° 50′ 28″ N, 2° 42′ 48″ E / 41.8411119959504°N,2.71345414965073°E                                |                                            |                           | Modifica les dades a Wikidata |
|        | Can Rostoll                 | Sils            | masia         |                                                                            | 41° 50′ 53″ N, 2° 42′ 33″ E / 41.8480904620792°N,2.70912255294428°E                                |                                            |                           | Modifica les dades a Wikidata |
|        | Can Sabater                 | Sils            | masia         |                                                                            | 41° 48′ 29″ N, 2° 43′ 17″ E / 41.8081659448533°N,2.72130572700658°E                                |                                            |                           | Modifica les dades a Wikidata |
|        | Can Sant                    | Sils            | masia         |                                                                            | 41° 48′ 17″ N, 2° 46′ 43″ E / 41.8048410522848°N,2.77863305134832°E                                |                                            |                           | Modifica les dades a Wikidata |
|        | Can Santo                   | Sils            | masia         |                                                                            | 41° 49′ 32″ N, 2° 44′ 55″ E / 41.825576274768°N,2.74858938997673°E                                 |                                            |                           | Modifica les dades a Wikidata |
|        | Can Saragosseta             | Sils            | masia         |                                                                            | 41° 49′ 56″ N, 2° 44′ 56″ E / 41.8321158540355°N,2.7488407931808°E                                 |                                            |                           | Modifica les dades a Wikidata |
|        | Can Selva                   | Sils            | masia         |                                                                            | 41° 50′ 38″ N, 2° 42′ 59″ E / 41.8439653809625°N,2.71635638773268°E                                |                                            |                           | Modifica les dades a Wikidata |
|        | Can Severí                  | Sils            | masia         |                                                                            | 41° 48′ 22″ N, 2° 44′ 07″ E / 41.80605°N,2.73531°E                                                 | bé integrant del patrimoni cultural català |                           | Modifica les dades a Wikidata |
|        | Can Sureda                  | Sils            | masia         |                                                                            | 41° 49′ 50″ N, 2° 44′ 36″ E / 41.8304731535388°N,2.74321118401409°E                                |                                            |                           | Modifica les dades a Wikidata |
|        | Can Teta                    | Sils            | masia         |                                                                            | 41° 48′ 32″ N, 2° 46′ 04″ E / 41.8090260313093°N,2.76785597047495°E                                |                                            |                           | Modifica les dades a Wikidata |
|        | Can Tirano                  | Sils            | masia         |                                                                            | 41° 50′ 08″ N, 2° 43′ 57″ E / 41.8354477371976°N,2.73258077248626°E                                |                                            |                           | Modifica les dades a Wikidata |
|        | Can Torrigues               | Sils            | masia         |                                                                            | 41° 50′ 26″ N, 2° 43′ 01″ E / 41.8406430584412°N,2.71685284810408°E                                |                                            |                           | Modifica les dades a Wikidata |
|        | Can Traver                  | Sils            | masia         |                                                                            | 41° 48′ 53″ N, 2° 46′ 09″ E / 41.8148020924221°N,2.76914745971858°E                                |                                            |                           | Modifica les dades a Wikidata |
|        | Can Tribana                 | Sils            | masia         |                                                                            | 41° 48′ 00″ N, 2° 43′ 19″ E / 41.8000885035814°N,2.72205091748741°E                                |                                            |                           | Modifica les dades a Wikidata |
|        | Can Vendrell                | Sils            | masia         |                                                                            | 41° 52′ 05″ N, 2° 43′ 54″ E / 41.8681317657353°N,2.73173366222113°E                                |                                            |                           | Modifica les dades a Wikidata |
|        | Can Vidal                   | Sils            | masia         | Estil: arquitectura popular                                                | 41° 48′ 17″ N, 2° 45′ 47″ E / 41.80471°N,2.76302°E                                                 | bé integrant del patrimoni cultural català |                           | Modifica les dades a Wikidata |
|        | Can Vier                    | Sils            | masia         |                                                                            | 41° 48′ 29″ N, 2° 43′ 28″ E / 41.8081465040691°N,2.72444788985563°E                                |                                            |                           | Modifica les dades a Wikidata |
|        | Can Xelica                  | Sils            | masia         | Estil: arquitectura popular                                                | 41° 49′ 56″ N, 2° 44′ 10″ E / 41.83217°N,2.7361°E                                                  | bé integrant del patrimoni cultural català |                           | Modifica les dades a Wikidata |
|        | Can Xico Tirano             | Sils            | masia         |                                                                            | 41° 50′ 02″ N, 2° 43′ 41″ E / 41.833797691667°N,2.72798705383029°E                                 |                                            |                           | Modifica les dades a Wikidata |
|        | Casa Nova d'en Bosquets     | Sils            | masia         |                                                                            | 41° 50′ 51″ N, 2° 43′ 20″ E / 41.8475827592994°N,2.72233932042269°E                                |                                            |                           | Modifica les dades a Wikidata |
|        | Coma Xifre                  | Sils            | masia         |                                                                            | 41° 50′ 49″ N, 2° 42′ 44″ E / 41.8468462859386°N,2.71221193059235°E                                |                                            |                           | Modifica les dades a Wikidata |
|        | Hostal la Granota           | Sils            | masia         | Estil: arquitectura popular                                                | 41° 48′ 30″ N, 2° 45′ 53″ E / 41.808297°N,2.764655°E                                               | bé integrant del patrimoni cultural català |                           | Modifica les dades a Wikidata |
|        | Mas Bosquets                | Sils            | masia         |                                                                            | 41° 51′ 25″ N, 2° 43′ 00″ E / 41.8570713938663°N,2.71675629992069°E                                |                                            |                           | Modifica les dades a Wikidata |
|        | Mas Matamala                | Sils            | masia         | Estil: arquitectura popular                                                | 41° 48′ 04″ N, 2° 45′ 32″ E / 41.80119°N,2.75878°E                                                 | bé integrant del patrimoni cultural català |                           | Modifica les dades a Wikidata |
|        | Mas Segador                 | Sils            | masia         |                                                                            | 41° 48′ 38″ N, 2° 45′ 48″ E / 41.810656048712°N,2.76332338770596°E                                 |                                            |                           | Modifica les dades a Wikidata |
|        | Mas Serrà                   | Sils            | masia         |                                                                            | 41° 47′ 57″ N, 2° 43′ 36″ E / 41.7992709896335°N,2.72668867746356°E                                |                                            |                           | Modifica les dades a Wikidata |
|        | Mas Xifre                   | Sils            | masia         |                                                                            | 41° 50′ 31″ N, 2° 42′ 45″ E / 41.8419833384557°N,2.71252280068153°E                                |                                            |                           | Modifica les dades a Wikidata |
|        | la Belladona                | Sils Vallcanera | masia         | Estil: arquitectura popular Estat: enderrocat o destruït                   | | bé integrant del patrimoni cultural català |                           | Modifica les dades a Wikidata |
|        | la Roca de Vallcanera       | Sils            | masia         |                                                                            | 41° 50′ 43″ N, 2° 44′ 49″ E / 41.8453881483288°N,2.74706637161777°E                                |                                            |                           | Modifica les dades a Wikidata |

## Misc
| imatge | Nom                                 | Ubicat a                                     | instància de                                              | Detalls                                                                                 | coordenades | Protecció                                  | Commons (més fotos)         | Dades a WD                    |
| ------ | ----------------------------------- | -------------------------------------------- | --------------------------------------------------------- | --------------------------------------------------------------------------------------- | --- | ------------------------------------------ | --------------------------- | ----------------------------- |
|        | Antiga Escola de Vallcanera         | Sils                                         | edifici escolar                                           | Estil: arquitectura eclèctica                                                           | 41° 50′ 20″ N, 2° 44′ 14″ E / 41.83876°N,2.73729°E ca:Vallcanera 82 msnm                                                      | bé integrant del patrimoni cultural català | Antiga Escola de Vallcanera | Modifica les dades a Wikidata |
|        | Can Genari                          | Sils                                         | casa                                                      | Estil: arquitectura popular                                                             | 41° 48′ 20″ N, 2° 44′ 36″ E / 41.80564°N,2.74324°E ca:Carrer de l'Estany, 33                                                  | bé integrant del patrimoni cultural català | Can Genari (Sils)           | Modifica les dades a Wikidata |
|        | Escultura Benvinguda a Sils         | Sils                                         | monument                                                  |                                                                                         | 41° 48′ 28″ N, 2° 44′ 51″ E / 41.80778121948242°N,2.7476038932800293°E ca:Ctra. C-63, a l'entrada del poble                   |                                            |                             | Modifica les dades a Wikidata |
|        | Estació de Sils                     | Sils                                         | estació de ferrocarril                                    | Estil: arquitectura eclèctica                                                           | 41° 48′ 28″ N, 2° 44′ 42″ E / 41.80763888888889°N,2.7450277777777776°E 753 msnm                                               | bé integrant del patrimoni cultural català | Sils train station          | Modifica les dades a Wikidata |
|        | Estació de tren de Sils             | Sils                                         | estructura arquitectònica                                 |                                                                                         | 41° 48′ 27″ N, 2° 44′ 42″ E / 41.8076286315918°N,2.745042085647583°E ca:Plaça de l'Estació                                    |                                            |                             | Modifica les dades a Wikidata |
|        | Pedreres de Massabè                 | Sils                                         | pedrera                                                   |                                                                                         | 41° 47′ 53″ N, 2° 42′ 48″ E / 41.7981484129751°N,2.71326044136666°E                                                           |                                            |                             | Modifica les dades a Wikidata |
|        | Polígon industrial Bosc de Can Cuca | Sils                                         | polígon industrial                                        |                                                                                         | 41° 48′ 32″ N, 2° 45′ 15″ E / 41.8088893938074°N,2.75413227912093°E                                                           |                                            |                             | Modifica les dades a Wikidata |
|        | Pont de Vallcanera                  | Sils                                         | pont                                                      | Estil: arquitectura romànica                                                            | 41° 49′ 40″ N, 2° 44′ 40″ E / 41.82771°N,2.74439°E                                                                            | bé integrant del patrimoni cultural català | Pont de Vallcanera          | Modifica les dades a Wikidata |
|        | Rectoria de Vallcanera              | Sils                                         | edifici residencial                                       |                                                                                         | 41° 50′ 25″ N, 2° 44′ 18″ E / 41.84040832519531°N,2.738395929336548°E ca:Vallcanera, al costat de l'església de Santa Eulàlia |                                            |                             | Modifica les dades a Wikidata |
|        | Serra Magra                         | Sils                                         | serra                                                     |                                                                                         | 41° 51′ 11″ N, 2° 42′ 34″ E / 41.85309722°N,2.70938333°E 147 msnm                                                             |                                            |                             | Modifica les dades a Wikidata |
|        | campanar de Santa Maria de Sils     | Sils                                         | campanar edifici religiós                                 | Arquitecte: Rafael Masó i Valentí Estil: arquitectura modernista modernisme català 1907 | 41° 48′ 21″ N, 2° 44′ 34″ E / 41.80596160888672°N,2.7429099082946777°E ca:De l'Estany - Plaça de Sant Marc                    |                                            |                             | Modifica les dades a Wikidata |
|        | casa consistorial de Sils           | Sils                                         | casa consistorial                                         |                                                                                         | 41° 48′ 34″ N, 2° 44′ 37″ E / 41.8094927°N,2.743529°E                                                                         |                                            | Casa de la Vila de Sils     | Modifica les dades a Wikidata |
|        | edifici del carrer Major            | Sils                                         | edifici industrial                                        |                                                                                         | 41° 48′ 32″ N, 2° 44′ 37″ E / 41.80895233154297°N,2.7434918880462646°E ca:Carrer Major, 33                                    |                                            |                             | Modifica les dades a Wikidata |
|        | estany de Sils                      | Sils Maçanet de la Selva Caldes de Malavella | zona humida àrea protegida Pla d'Espais d'Interès Natural | 1992 Superfície: 397.27161ha                                                            | 41° 48′ 08″ N, 2° 44′ 28″ E / 41.802124°N,2.741156°E 65 msnm                                                                  |                                            | Estany de Sils              | Modifica les dades a Wikidata |
|        | forn de vidre                       | Sils                                         | forn                                                      | Estil: arquitectura popular Estat: ruïnós                                               | 41° 51′ 43″ N, 2° 43′ 33″ E / 41.86199°N,2.72576°E                                                                            | bé integrant del patrimoni cultural català | Forn de vidre (Sils)        | Modifica les dades a Wikidata |